# بروس يوجين
بروس يوجين (بالإنجليزية: Bruce Eugene)‏ هو لاعب كرة قدم أمريكية أمريكي، ولد في 20 يونيو 1982.